# Othusitse Pilane
Othusitse Pilane (ur. 26 lutego 1984 w Malolwane) – piłkarz botswański grający na pozycji pomocnika.

## Kariera klubowa
Pilane całą swoją karierę spędził w klubie Mochudi Centre Chiefs SC. Zadebiutował w nim w 2004 roku w pierwszej lidze botswańskiej. W 2008 roku wywalczył z nim mistrzostwo kraju oraz zdobył z nim Puchar Botswany. W sezonach 2011/2012, 2012/2013, 2014/2015 i 2015/2016 ponownie został mistrzem kraju. W 2018 roku zakończył karierę.

## Kariera reprezentacyjna
W reprezentacji Botswany Pilane zadebiutował 3 marca 2010 roku w wygranym 1:0 towarzyskim meczu z Mozambikiem. W 2012 roku został powołany do kadry na Puchar Narodów Afryki 2012. Od 2010 do 2011 rozegrał w niej 5 meczów.